# Konføderationsartiklerne
Konføderationsartiklerne (engelsk: Articles of Confederation and Perpetual Union) var en aftale blandt USA's 13 oprindelige stater, de stater, som var grundlæggerne af U.S.A., der tjente som deres første forfatning. Den 15. november 1777 blev den efter meget debat (mellem juli 1776 og november 1777) godkendt af den Anden Kontinentalkongres og sendt til delstaterne for ratificering. Den 1. marts 1981 trådte den i kraft efter at være blevet ratificeret af alle delstaterne. Det var et vejledende princip fra Artiklerne at bevare delstaternes uafhængighed og suverænitet. Den svage centralregering etableret med Artiklerne modtog kun de beføjelser, som de tidligere kolonier havde anerkendt tilhørte kongen og parlamentet.
Dokumentet leverede tydeligt skrevne regler for, hvordan delstaternes "venskabsliga" ville blive organiseret. Under ratificeringsprocessen kiggede Kongressen på Artiklerne for vejledning, da den drev forretning, styrede krigsindsatsen, førte diplomati med fremmede stater, adresserede territoriale spørgsmål og håndtering af relationer med indianere. Ikke meget ændrede sig politisk, da Konføderationsartiklerne trådte i kraft, eftersom ratificeringen ikke gjorde mere end at legalisere, hvad Kontinentalkongressen allerede havde foretaget sig. Det regeringsorgan blev omdøbt til Konføderationskongressen, men de fleste amerikanere fortsatte med at kalde det Kontinentalkongressen (engelsk: Continental Congress), da dets organisation forblev den samme.
Da Kontinentalkongressen forsøgte at regere de stadigt voksende amerikanske delstater, opdagede delegerede, at de magtindskrænkende begrænsninger pålagt centralregeringen ikke virkede. Da regeringens svagheder, især efter Shays' oprør, blev tydelige, begyndte nogle prominente politiske tænkere i den spæde union at efterspørge ændringer i Artiklerne. Det var deres håb at skabe en stærkere regering. Oprindelig mødtes nogle delstater for at håndtere deres samhandel og økonomiske problemer. Men da flere delstater blev interesserede i at mødes for at ændre Artiklerne, blev der den 25. maj 1787 afholdt et møde i Philadelphia. Dette blev til Forfatningskonventet. Der blev hurtigt enighed om at ændringer ikke ville virke, og i stedet skulle Artiklerne i deres helhed erstattes. Den 4. marts 1789 blev regeringen under Artiklerne erstattet med den føderale statsmagt under forfatningen. Den nye Forfatning gav mulighed for en langt stærkere føderal statsmagt ved at etablere et statsoverhoved (præsidenten), domstole og beskatningsbeføjelser.